# 五社協定
五社協定（ごしゃきょうてい）は、日本の大手映画会社5社の松竹、東宝、大映、新東宝、東映が1953年（昭和28年）9月10日に調印した専属監督や俳優らに関する協定。後に日活が加わり、新東宝が倒産するまでの3年間は六社協定となっていた。1971年（昭和46年）をもって五社協定は自然消滅した。

## 沿革

### 成立
第二次世界大戦後、映画興行などの事業を中心に活動していた日活は、社長の堀久作の下で戦前以来の映画制作再開へ動き出し、多摩川撮影所を建設するとともに他の5社から監督や俳優の引き抜きを行おうとした。
これに対抗して結ばれたのがこの協定であり、名目は映画会社同士の専属監督や俳優の引き抜きの禁止だったが、真の目的は、日活による俳優引き抜きを封じることであった。大映社長の永田雅一の主導で五社協定審議会を開き、5章15条からなる五社申し合わせを作成する。
1953年（昭和28年）9月10日に調印式が開かれ、これが「五社協定」と呼ばれた。主な内容は次の通りであった。
- 各社専属の監督、俳優の引き抜きを禁止する[2]。
- 監督、俳優の貸し出しの特例も、この際廃止する。

金子信雄は「月丘夢路と北原三枝、南田洋子が日活の専属契約料を高く契約して、そのあと（東宝の）森繁久彌、フランキー堺、三橋達也なんかが値がつり上がって、当時の三倍から五倍の値段で出るようになった。それであわてて五社協定ができた」と述べている。
1978年（昭和53年）から1995年（平成7年）まで日本映画製作者連盟（映連）会長を務めた岡田茂は、「五社協定の内容はよく知られていなかった。みんな隠していたからね。各社の社長しか知らなかった。ただ、命令は下るようにしてあるのよ。どこか1社がある役者を使わないと決めたら、全社が足並みを合わせる。無言のうちにそうなるように決めてあった」などと述べている。

### 日活の参加
1954年（昭和29年）に映画制作を再開した日活は石原裕次郎ら独自の新人スター、ニューフェイス発掘に成功し、男性アクション路線も大人気で定着した。それにより当初の目的は失われる。1958年（昭和33年）9月には日活も協定に参加し「六社協定」となる。六社協定では「スターを貸さない、借りない、引き抜かない」の三ない主義を打ち出している。1961年（昭和36年）には新東宝が経営破綻し、再び五社協定となる。

### テレビの台頭
1950年代後半には、急速に勃興するテレビに対抗し、映画会社の既得権を守ることが主目的となる。1956年（昭和31年）10月には、5社からテレビへの劇映画提供を打ち切り、専属俳優のテレビ出演も制限する。ただし、東宝は専属スターをテレビに出演させ続けていた。5社は1958年（昭和33年）3月に改めて同様の申し合わせを行っている。日活は日本テレビの開局以来、同局へ劇映画を提供し続けていたが、同年9月1日に提供をやめ、6社の足並みが揃った。6社専属俳優のテレビドラマ出演が制限された結果、テレビ局は自主制作ドラマなどに新劇や児童劇団の俳優を多く起用するようになった。またアメリカ合衆国などからテレビ映画や海外ドラマを輸入し、日本語に吹き替えて放映することも増加した。
皮肉にも五社協定はテレビ局の能力向上につながった。また、同じテレビでもドラマ以外の番組への出演については比較的制限が緩く、『スター千一夜』の製作局であるフジテレビの設立に関わった東宝、大映、松竹専属俳優のように「俳優ではなく、トーク番組へのゲスト出演」という形で協定を回避する例もあった。

### 終焉
新東宝の倒産に始まる、1960年代初頭からの日本の映画産業全体の斜陽化は著しく、テレビの急速な普及や発展や高度経済成長による娯楽の多様化などに圧倒されることになった。
1971年（昭和46年）8月に日活は業績不振で一般劇映画からは撤退、同年秋より低予算の成人向け映画・日活ロマンポルノへと移行した。
1970年代に入ると、東宝も主力映画作品であった東宝4大喜劇シリーズを完全に終了させ、1971年（昭和46年）に本体専属俳優の一斉解雇に踏み切り、どの芸能事務所にも所属できなかった映画俳優はそれとは別に演劇俳優の受け皿事務所として1963年（昭和38年）に東宝本体から分社化した東宝芸能が受け皿として使われた。この頃から現在に至るまで外部の事業者が製作を主に担当し、配給のみを担当するのが東宝配給映画の主力となった。
東映もこの時期にテレビ映画へと比重を移し、撮影所などの自社施設で時代劇や刑事物を柱とした一般向け番組や、特撮が主体となる子供向け番組の制作を数多く手掛けるようになった。子会社の東映動画も、東映が配給する映画向けのアニメを制作するために設立した企業ではあるが、それを期にオリジナル劇場用作品の製作を行われなくなり、テレビ用作品の製作に積極的となった。ファミリー映画は純粋なオリジナル作品から子供向けテレビ映画および東映動画製テレビアニメのオリジナル映画化作品や、テレビエピソードそのものの映画化作品を中心に、少数の完全オリジナル作品をまとめた作品群「東映まんがまつり」を主力としているが、一般向け映画も全盛期の頃から主流としていた『仁義なき戦い』シリーズなどのヤクザ映画に加え、『新幹線大爆破』、『トラック野郎』シリーズといった自主製作作品が殆どを占めていることもあり、外注製作作品は他社よりも少なかった。
松竹もこの頃から祖業の歌舞伎興行をもうひとつの本業として力を入れるようになった一方、テレビ映画に関しては朝日放送テレビの『必殺シリーズ』が成功するまで消極的だった。劇場用映画作品も専ら1968年（昭和43年）に放送されたフジテレビのドラマを基に1969年（昭和44年）から展開を始めた『男はつらいよ』シリーズに頼りきりだった。
五社協定の主導者であった永田雅一率いる大映は、1969年（昭和44年）に専属スターの市川雷蔵を病で失って以降スター不足となり、1971年（昭和46年）秋に映画製作を中断、年末には経営破綻する。
これらの結果として、この1971年（昭和46年）をもって映画会社専属制のスター・システムは崩壊し、五社協定は完全に終焉を迎えた。
協定の消滅後は、テレビ局や芸能事務所が主導して劇場用映画が制作される事例が増えていくことになる。
1991年（平成3年）5月31日夜にパレスホテルで開催された第10回藤本賞授賞式と藤本真澄を偲ぶ13回忌の会で、藤本と親しかった岡田茂映連会長が挨拶に立ち、「藤本サンは、マキノ満男、松山英夫さんらと日本映画製作者協会を設立するという大きな功績を残された。当時、我々は製作担当者として山本富士子事件や五社協定に直面したが、その当時の五社社長は超ワンマンが揃い大変苦労した。悪名高き五社協定もその後破棄され、また現在は日本映画テレビプロデューサー協会として改組され、プロデューサー70～80%の人がテレビ関係者で占められているのが現状です」等と話した。

## 監督、俳優
監督や俳優の貸し出し禁止という一項は完全禁止とまでは行かなかったが、監督の他社俳優の起用や俳優の他社出演の希望は実現しなかったことが多く、監督も俳優も会社と揉めたり、涙を飲んだことがたびたびあった。

### 監督、制作スタッフ
東宝を離れ「映画芸術協会」に所属していた監督の黒澤明は、協定締結前に大映から依頼され専属女優・京マチ子主演の映画『羅生門』を撮り、後に東宝作品でも京の起用を熱望したが、大映がこれを許さず、結局実現しなかった。
松竹専属の監督だった小津安二郎は、大映専属の女優・山本富士子と東宝専属の女優・司葉子の出演を希望し、実現したが、それぞれの会社から「自社で1本映画を撮ること」という条件をつけられた。それで制作されたのが大映の『浮草』、東宝の『小早川家の秋』である。
この協定が原因で映画界を追われた監督やスタッフの中にはテレビ番組の制作に転向した者がいる。このような者たちが昭和40年代以降のテレビドラマなどの制作に携わり、テレビの制作レベル向上に果たした役割は小さくない。

### 俳優
協定には、上記以外に「会社とトラブルを起こし、フリーになった俳優はどの社も使わない」という事項があり、それにより犠牲になった俳優として、前田通子・山本富士子、田宮二郎らが挙げられる。
1957年（昭和32年）、新東宝の女優・前田通子が社長・大蔵貢から不当な扱いを受け、法務省の内部部局である人権擁護局に訴えて抗議した結果、嫌がらせとして五社協定で映画界から干され、さらにテレビ界にも圧力を加えられて、女優生命を事実上絶たれた。
1963年（昭和38年）、大映の看板女優・山本富士子が他社出演の許可と出演本数を少なくするという契約時の約束を守るよう求めたところ、社長の永田は立腹して彼女を解雇し、五社協定によって他社の映画や舞台にも出演できないようにした。1967年（昭和42年）には大映の俳優・丸井太郎が自殺している。出演したテレビドラマがヒットして、ドラマのオファーが殺到したにもかかわらず、「スター俳優は映画優先」という五社協定の事項及び大映の方針により映画界に無理矢理引き戻され、しかも飼い殺し状態に置かれたことに絶望したためと言われる。1968年（昭和43年）、永田は映画ポスターの出演者序列問題で看板俳優の田宮二郎を一方的に解雇し、五社協定によって他社の映画やテレビドラマにも出演できなくしている。しかし、山本、田宮はわずかな雌伏期の後、テレビや舞台へと転身を果たす。山本はその後一度も映画に出演していない。これにより、五社協定は憲法違反であり、人権蹂躙であるとの非難が世間に沸き起こった。大映は業績が悪化していき、最終的に倒産した。
栗塚旭はテレビ時代劇『風』に出演したために松竹と東映の二重契約という五社協定に触れてしまい、劇団くるみ座の退団を余儀なくされた。
1967年（昭和42年）、東宝のスター・三船敏郎と日活のスター・石原裕次郎の共同製作による映画『黒部の太陽』の製作が発表されると、日活の社長・堀久作は五社協定を盾に猛反対し、一時は頓挫寸前にまで追いこまれた。この時、三船が堀に直接交渉している。三船は堀に、「黒四ダムを作った関西電力が、映画の前売り券100万枚の販売保証をしてくれるが、配給は日活でどうか」と提示した。さらに、ほかの電力会社、建設会社も協力してくれると話したという。堀は方向転換し、石原の出演を認めた。石原は劇団民藝の宇野重吉に協力を仰ぎ、映画は無事製作公開された。三船プロダクションは、1969年（昭和44年）にも『風林火山』を、石原裕次郎、中村錦之助、佐久間良子ら、各社のスターを集めて制作している。

## 映画界以外
吉本興業と松竹芸能との間にも、かつて上方笑芸界で「お互いの会社を飛び出した芸人や上方落語家を使わない」という、五社協定と全く同様の二社協定が結ばれていた。1991年に吉本興業の社長である林正之助が逝去。以降は吉本興業制作の番組に松竹芸能の芸人が出演するなどの協調路線を取り雪解けが進んだ。
2023年（令和5年）、ビートたけしは日本アカデミー賞について「やっと最近なおったみたいだけど」と付け加えつつ「信じられないような映画が受賞する」「ヴェネチア国際映画祭で金獅子賞を受賞した自身の監督映画『HANA-BI』が、日本アカデミー賞で優秀映画賞を受賞した際の最優秀賞は、誰も名前を知らないような映画が受賞した」「アカデミー会員が選ぶから仕方が無いんだと言うけれど、アカデミー会員が何票入れたとか何も出ていない。見たら全て大手映画会社間で持ち回りなの」「それがハリウッドの外国映画賞のノミネートに繋がる。だから外国語映画賞にノミネートされない」「独立系の良い映画を撮るやつは酷い目にあっている」と指摘。たけしは、2014年（平成26年）にも同様の発言をしており、その際には日本アカデミー賞協会会長で東映会長だった岡田裕介が翌2015年（平成27年）に、抗議した結果たけしサイドが謝罪を含めて了承したことを明かしていた。この件について週刊新潮の記者は、たけしの指摘は当たらずといえども遠からずという声もあったとしつつ、「日本アカデミー賞の投票権がある会員数は、大手映画会社3社の社員だけでも総会員数の2割を超えているので、大手映画会社の作品が有利になるのは当然」と映画担当記者が指摘している事や、2019年（平成31年）には独立系の映画が13年ぶりに受賞した事を踏まえ「たけしの指摘もあり、アカデミー賞も作品が正当な評価をされるようになったという声も出ている」という映画業界関係者の発言を報道している。